# Søstrup
Søstrup – miasto w Danii, w regionie Zelandia, w gminie Holbæk.